# Labeates

Terres dels labeates entorn del Lacus Labeatis

Els labeates (llatí: Labeatae; grec antic, Λαβεᾶται, Laveate) foren un poble il·liri que vivien a la costa adriàtica del sud d'Il·líria, entre els estats actuals d'Albània i Montenegro, entorn del Llac Skadar. Sembla que el seu territori s'estenia des de Medeó fins a Lis o, probablement, fins a la vall del Mat.